# Маркес, Густаво (футболист)
Густаво Маркес Алвес дос Сантос (порт. Gustavo Marques Alves dos Santos), более известный, как Густаво Маркес (порт. Gustavo Marques; род. 9 октября 2001, Белу-Оризонти), — бразильский футболист, защитник клуба «Бенфика».

## Клубная карьера
Маркес — воспитанник клуба «Америка Минейро». В 2020 году игрок на правах аренды выступал за «Луверденсе». По окончании аренды Маркес вернулся в «Америку Минейро». 26 января 2022 года в матче Лиги Минейро против «Калденсе» он дебютировал за основной состав. 24 марта в поединке против «Томбенсе» Густаво забил свой первый гол за «Америку Минейро». 29 мая в матче против «Коринтианс» он дебютировал в бразильской Серии A.
Летом 2022 года Маркес был арендован португальским «Торренсе». 20 августа в матче против «Морейренсе» он дебютировал в Сегунда лиге. 8 октября в поединке против «Эштрела Амадора» Густаво забил свой первый гол за «Торренсе».
Летом 2023 года Маркес на правах аренды перешёл в «Бенфику». 29 декабря в матче против «Фамаликана» он дебютировал в Сангриш лиге. По окончании аренды клуб выкупил трансфер игрока.